# Ранцанс, Язеп
Язеп Ранцанс (латыш. Jāzeps Rancāns, 25 октября 1886, Люцинский уезд — 2 декабря 1969, Гранд-Рапидс, Мичиган, США) — католический епископ. Представитель правительства Латвии при Святом Престоле в Риме (1919—1920). Вспомогательный епископ Рижской архиепископии. Профессор и ректор (1920—1938) Высшей теологической школы. Профессор и декан факультета теологии Латвийского университета.
Являлся лидером Партии христианских земледельцев и католиков. Депутат Сейма Латвии (1922—1934); был товарищем председателя Четвёртого Сейма и на этом основании после Второй мировой войны и смерти Паулса Калныньша в эмиграции был выбран Латвийским Центральным Советом и. о. президента Латвии. Один из подписантов Меморандума Центрального Совета Латвии от 17 марта 1944 года. В 1996 году был снят документальный фильм «Baltais bīskaps ar rudzu puķi».